# Mick Fanning
Pour les articles homonymes, voir Fanning (homonymie).
Mick Fanning est un surfeur professionnel australien né le 13 juin 1981 à Penrith, en Nouvelle-Galles du Sud, en Australie. Surfeur du circuit d'élite depuis 2002, il est sacré champion du monde à trois reprises en 2007, 2009 et 2013, remettant en cause la suprématie de Kelly Slater. Il est considéré comme l'un des meilleurs surfeurs de l'histoire.

## Biographie
Mick a appris à surfer à l'âge de cinq ans dans les zones côtières Nouvelle-Galles du Sud. Sa famille a déménagé à Tweed Heads quand il avait douze ans. Il a grandi avec d'autres surfeurs futurs professionnels comme Joel Parkinson. Il débute en WQS en 1998. En 2001 grâce à une Wilcard il gagne le Rip Curl Pro à Bells Beach le plus célèbre des concours d'Australie. Il débute en WCT en 2002 et finit "Rookie of the Year" et remporte le Billabong Pro à Jeffreys Bay.
Il est sacré champion du monde à trois reprises, en 2007, 2009 et 2013.
L'année 2010 sera sa neuvième année sur le Foster's Association of Surfing Professionals et sa douzième année sur le WQS depuis 1998.
Mick Fanning s'est marié en février 2008 avec le top-model Karissa Dalton.
Dimanche 19 juillet 2015, lors de la finale du J-Bay Open, il est l'objet d'une rencontre avec un grand requin blanc (Carcharodon carcharias). L'inquisition du squale juvénile (<3.5m) est stoppée par sa rencontre avec la planche. Le requin se détourne également parce que le surfeur le frappe sur le museau (zone sensible, ampoules de Lorenzini). Le surfeur sort indemne de la rencontre qui a été vécue en direct et filmée. La compétition a été arrêtée.

## Palmarès et résultats

### Saison par saison
- 2001 :
  - 1er du Rip Curl Pro Bells Beach à Bells Beach (Australie)
  - Champion du monde QS

- 2002 :
  - 1er du Billabong Pro Jeffreys Bay à Jeffreys Bay (Afrique du Sud)
  - Rookie of the year

- 2005 :
  - 1er du Quiksilver Pro Gold Coast à Gold Coast (Australie)
  - 1er du Rip Curl Pro Search à Saint-Leu (La Réunion)
  - 1er du Energy Australia Open à Newcastle (Australie)
  - 3e au classement général du championnat du monde

- 2006 :
  - 1er du Hang Loose Santa Catarina Pro à Florianópolis (Brésil)
  - 1er du Billabong Pro Jeffreys Bay à Jeffreys Bay (Afrique du Sud)
  - 3e au classement général du championnat du monde

- 2007 :
  - 1er du Hang Loose Santa Catarina Pro à Florianópolis (Brésil)
  - 1er du Quiksilver Pro France à Hossegor (France)
  - 1er du Quiksilver Pro Gold Coast à Gold Coast (Australie)
  - Champion du monde

- 2009 :
  - 1er du Rip Curl Pro Portugal à Peniche (Portugal)
  - 1er du Quiksilver Pro France à Hossegor (France)
  - 1er du Hurley Pro à San Clemente (États-Unis)
  - Champion du monde (2)

- 2010 :
  - 1er du Quiksilver Pro France à Hossegor (France)
  - 3e au classement général du championnat du monde

- 2012 :
  - 1er du Rip Curl Pro Bells Beach à Bells Beach (Australie)
  - 1er du Billabong Pro Tahiti à Teahupoo (Tahiti)
  - 3e au classement général du championnat du monde

- 2013 :
  - 1er du Quiksilver Pro France à Hossegor (France)
  - Champion du monde (3)

- 2014 :
  - 1er du Rip Curl Pro Bells Beach à Bells Beach (Australie)
  - Vice-champion du monde

- 2015 :
  - 1er du Rip Curl Pro Bells Beach à Bells Beach (Australie)
  - 2e du J-Bay Open à Jeffreys Bay (Afrique du Sud)[1],[2]
  - 1er du Hurley Pro at Trestles à Trestles (États-Unis)[3]

### Classements
| Année             | 2001 | 2002 | 2003 | 2004 | 2005 | 2006 | 2007 | 2008 | 2009 | 2010 | 2011 | 2012 | 2013 | 2014 |
| ----------------- | ---- | ---- | ---- | ---- | ---- | ---- | ---- | ---- | ---- | ---- | ---- | ---- | ---- | ---- |
| Championship Tour |      | 5e   | 4e   | 7e   | 3e   | 3e   | 1er  | 8e   | 1er  | 3e   | 11e  | 3e   | 1er  | 2e   |
| Qualifying Series | 1er  |      |      |      |      |      |      |      |      |      | 14e  | 7e   | 11e  | 112e |